# Thelypteris tetragona
Thelypteris tetragona là một loài thực vật có mạch trong họ Thelypteridaceae. Loài này được (Sw.) Small miêu tả khoa học đầu tiên năm 1938.

## Hình ảnh

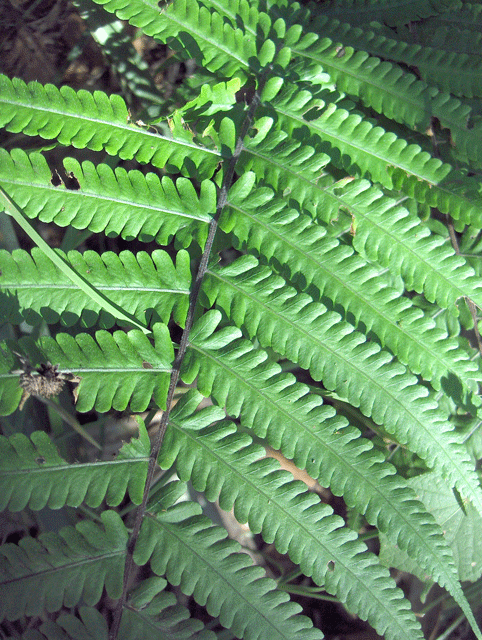
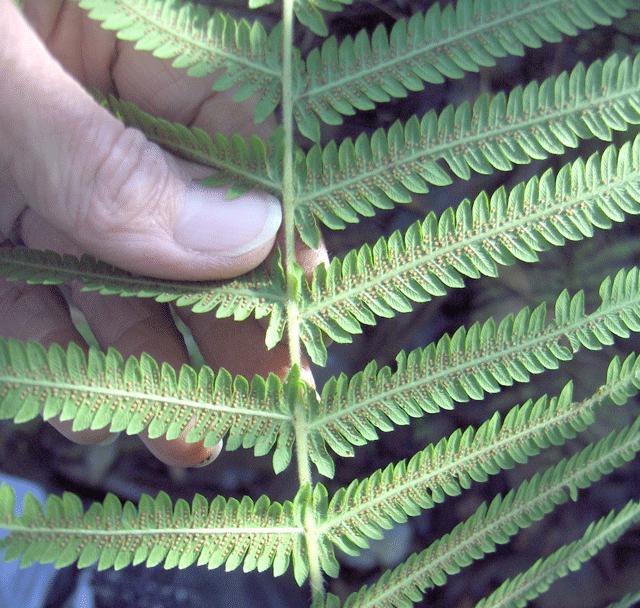